# 眶前孔

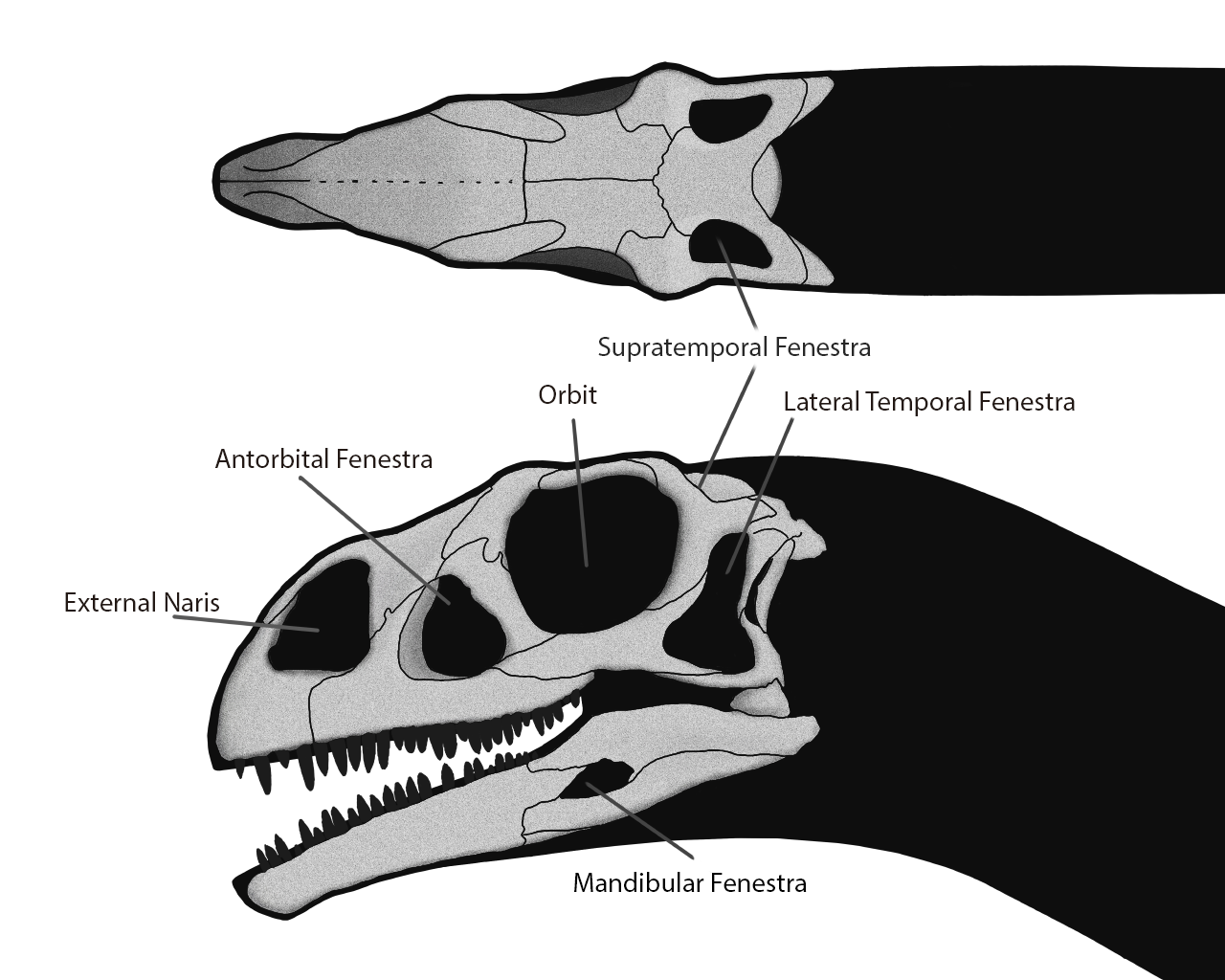
大椎龍的頭骨解剖圖展示了眶前孔和其他頭部骨骼的位置關係

眶前孔（英語：antorbital fenestra）是在眼窩前面的開口。 這種頭骨是出現於三疊紀的主龍形類的特徵。 在現存的主龍形動物中，鳥類仍然具有眶前孔結構，而鱷類卻失去了它們。 人們認為鱷類對該結構的損失與他們的頭骨對咬合力和所採用的進食行為的結構性需求有關。在某些主龍形動物中，開口是深陷的，其位置被稱為眶骨窩（英語：antorbital fossa）。
眶前孔內有一個鼻竇，與相鄰的鼻囊匯合 。儘管鱷類的眶前孔消失了，但它們仍然保留著一個鼻竇。